# Nassandres
Nassandres è un ex comune francese di 1 432 abitanti situato nel dipartimento dell'Eure nella regione della Normandia. 
Il 1º gennaio 2017 è stato accorpato ai comuni di Carsix, Fontaine-la-Soret e di Perriers-la-Campagne per formare il comune di nuova costituzione di Nassandres sur Risle.

## Società

### Evoluzione demografica
Abitanti censiti